# Slag bij Chancellorsville
De Slag bij Chancellorsville vond plaats tussen 30 april en 6 mei 1863 in Spotsylvania County Virginia tijdens de Amerikaanse Burgeroorlog. De Noordelijke Army of the Potomac werd aangevoerd door generaal-majoor Joseph Hooker en nam het op tegen de kleinere Zuidelijke Army of Northern Virginia onder leiding van generaal Robert E. Lee. Deze slag staat bekend als de perfecte slag van Lee. Lee splitste zijn leger in tweeën en versloeg een veel sterker vijandelijk leger. De Zuidelijke overwinning werd overschaduwd door het verlies van luitenant-generaal Thomas J. "Stonewall" Jackson. Hij werd beschoten door zijn eigen troepen en zou overlijden aan zijn verwondingen.
Op 27 april 1863 stak het Noordelijke leger de rivier de Rappahannock over. Op 30 april en 1 mei stak het leger de rivier de Rapidan over bij Germanna en Ely’s Fords. De gevechten begonnen op 1 mei en zouden aanhouden tot de terugtocht van het Noordelijke leger over de rivier in de nacht van 5 op 6 mei.

## Achtergrond
Het basisplan voor de Noordelijken in het oostelijk deel van de oorlog was de inname van de vijandelijke hoofdstad Richmond, Virginia. In de eerste twee jaren van de oorlog waren vier pogingen op niets uitgelopen. De eerste poging liep op niets uit na de Noordelijke nederlaag in de Eerste Slag bij Bull Run in juli 1861. In de lente van 1862 liet generaal-majoor George B. McClellan zijn Army of the Potomac via een amfibische operatie landen op het schiereiland van Virginia in de zogenaamde Schiereilandveldtocht. McClellan naderde Richmond tot op 11 km. Toen werd hij in een reeks van veldslagen in de Zevendagenslag door generaal Robert E. Lee tot de terugtocht gedwongen. De opvolger van McClellan, generaal-majoor John Pope, werd in de zomer van 1862 opnieuw verslagen door Lee in de Tweede Slag bij Bull Run. In december 1862 probeerde generaal-majoor Ambrose Burnside Richmond te bereiken via Fredericksburg. In de gelijknamige slag werd ook hij verslagen. De reeks van nederlagen werd tijdelijk onderbroken toen Lee Maryland binnenviel en werd verslagen in de Slag bij Antietam in september 1862. Dit had echter geen invloed op de eventuele inname van de Zuidelijke hoofdstad door de Noordelijken. President Abraham Lincoln geraakte er meer en meer van overtuigd dat de overwinning niet zou behaald worden met de inname van Richmond maar wel met de vernietiging van Robert E. Lees leger. De meest efficiënte manier om Lees leger te vernietigen was de Zuidelijke hoofdstad bedreigen. Lincoln ondernam een vijfde poging door generaal-majoor Joseph Hooker aan te stellen om de opdracht tot een goed einde te brengen.
Hooker reorganiseerde zijn leger. Het inefficiënte systeem van Burnside werd verlaten. Hooker plaatste de cavalerie onder de leiding van brigadegeneraal George Stoneman in een afzonderlijk korps. De cavalerie werd opnieuw getraind en uitgerust. Burnside werd met zijn oude IX Corps naar het westen gestuurd.
Bij het begin van de Chancellorsvilleveldtocht telde het Noordelijke leger 133.868 soldaten tegenover 60.892 soldaten onder Lees bevel. De Noordelijken waren beter bevoorraad en hadden betere uitrusting. Lees leger was slecht uitgerust en was bovendien verspreid over Virginia. 15.000 soldaten van James Longstreets Eerste korps hadden bij Suffolk gevochten. De divisies van generaal-majoor John Bell Hood en brigadegeneraal George Pickett hadden Longstreet ondersteund in deze strijd. Deze strijdkrachten waren potentieel te ver van Lees hoofdmacht in geval van nood.
Ook het offensieve plan van de Noordelijken was van betere kwaliteit dan de voorgaande. De inlichtingendienst van het leger was onder de nieuwe leiding van kolonel G. H. Sharpe veel efficiënter waardoor de Noordelijken over vrij accurate informatie beschikten over de vijandelijke sterkte en stellingen. Naast het ondervragen van gevangenen, deserteurs, weggelopen slaven en vluchtelingen werd de informatie uit cavalerie- en infanterieverkenningstochten systematisch samengebracht en geanalyseerd. Ook de inzet van luchtballonnen en seinposten wierp zijn vruchten af. Kolonel Sharpe rekruteerde verkenners en spionnen uit de lokale bevolking om het Zuidelijke leger te infiltreren. Hooker ontving hierdoor veel betere informatie om zijn veldtocht voor te bereiden. Hij zou een aanval uitvoeren op de vijandelijke flank in plaats van een bloedige frontale aanval uit te voeren zoals in de Slag bij Antietam of de Slag bij Fredericksburg.
Het Noordelijke leger was klaar en trok nu op naar de winterkwartieren van Lee bij Fredericksburg langs de Rappahannock. Hooker zou het vijandelijke leger verslaan via een tangbeweging. Hij stuurde vier korpsen in noordwestelijke richting om daarna in zuidelijke richting de rivieren de Rappahannock en de Rapidan over te steken om zo Lee in zijn achterhoede aan te vallen. De rest van de korpsen zouden Lee aanvallen door Fredericksburg. Ondertussen voerde de cavalerie onder generaal-majoor George Stoneman een raid uit op de bevoorradingslijnen van het Zuidelijke leger. Op 27 april en 28 april staken de vier korpsen van de Army of the Potomac de Rappahannock en de Rapidan over bij Chancellorsville. Ondertussen staken 30.000 soldaten onder generaal-majoor John Sedgwick de Rappahannock over bij Fredericksburg.
Tegen 1 mei had Hooker 70.000 soldaten rond Chancellorsville geconcentreerd. Lee besliste in zijn hoofdkwartier in Fredericksburg om zijn leger te splitsen. Een gevaarlijke beslissing in het zicht van een groot vijandelijk leger. Hij hoopte hiermee een deel van Hookers leger te verslaan voor de Noordelijken hun volledig leger verzameld hadden. Lee liet een brigade onder brigadegeneraal William Barksdale achter op Marye’s Heights en een 12.000 man sterke divisie onder leiding van generaal-majoor Jubal A. Early op Prospect Hill om een aanval van Sedgwicks korps te weerstaan. Stonewall Jackson kreeg het order om in westelijke richting te marcheren om samen met generaal-majoor Richard H. Anderson Hooker bij Chancellorsville aan te vallen. Deze manoeuvres werden gemaskeerd door dichte mist. Daarom deed Sedgwick niets tot hij zeker wist wat de vijandelijke bedoelingen waren.

## De slag

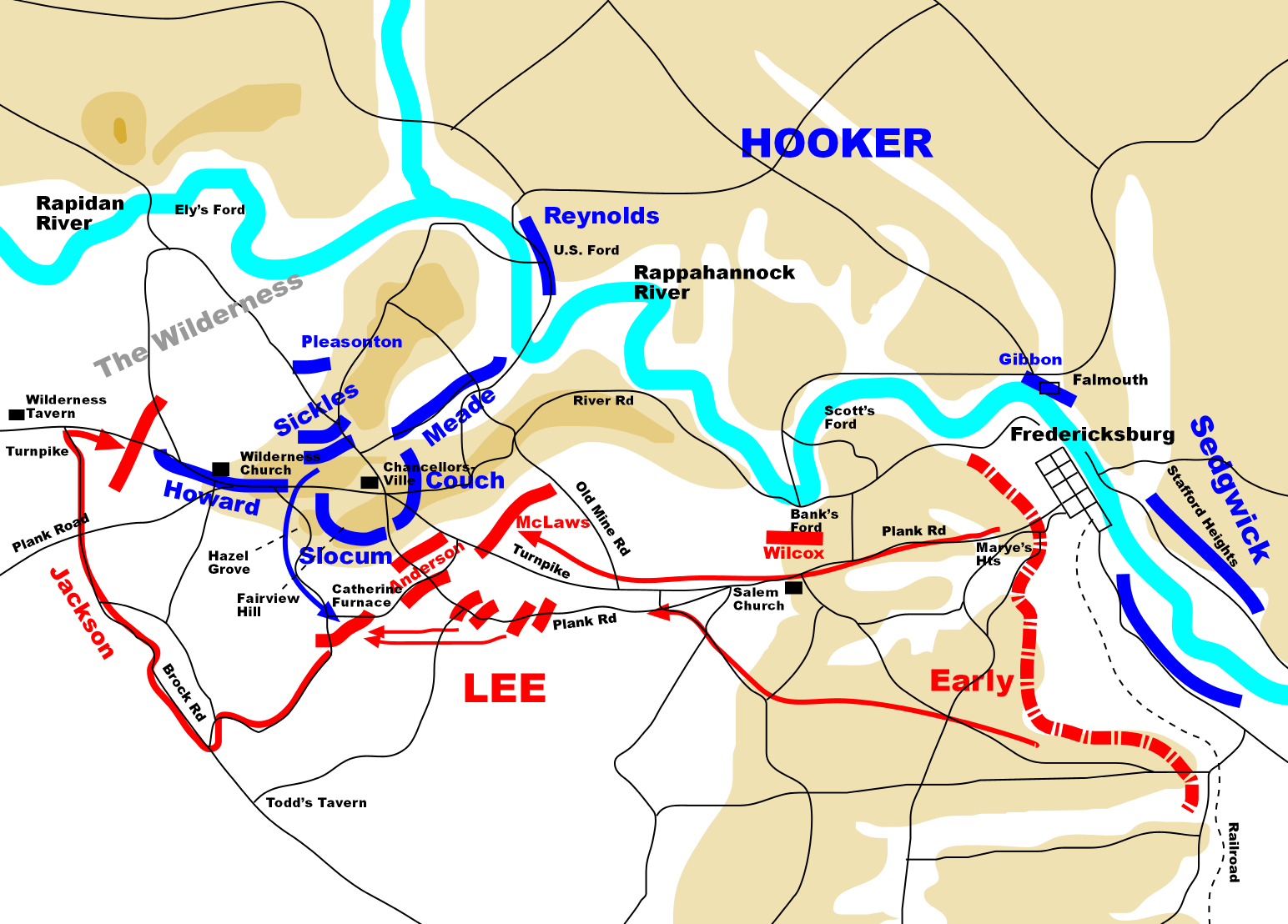
De slag bij Chancellorsville op 1 en 2 mei

### 1 en 2 mei

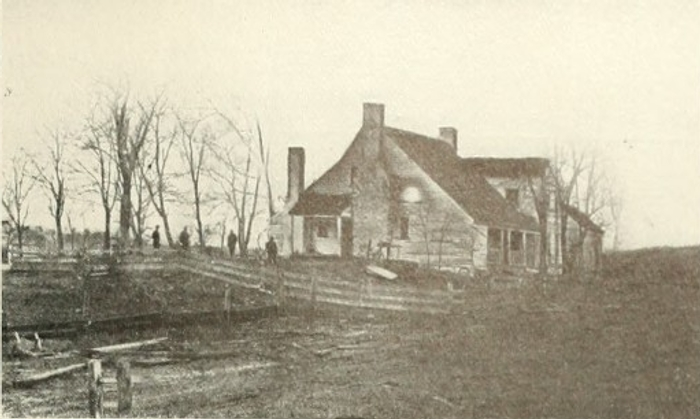
Dowdalls Tavern was het hoofdkwartier van de Noordelijke generaal Oliver O. Howard tot hij verjaagd werd door Jacksons troepen op 2 mei.

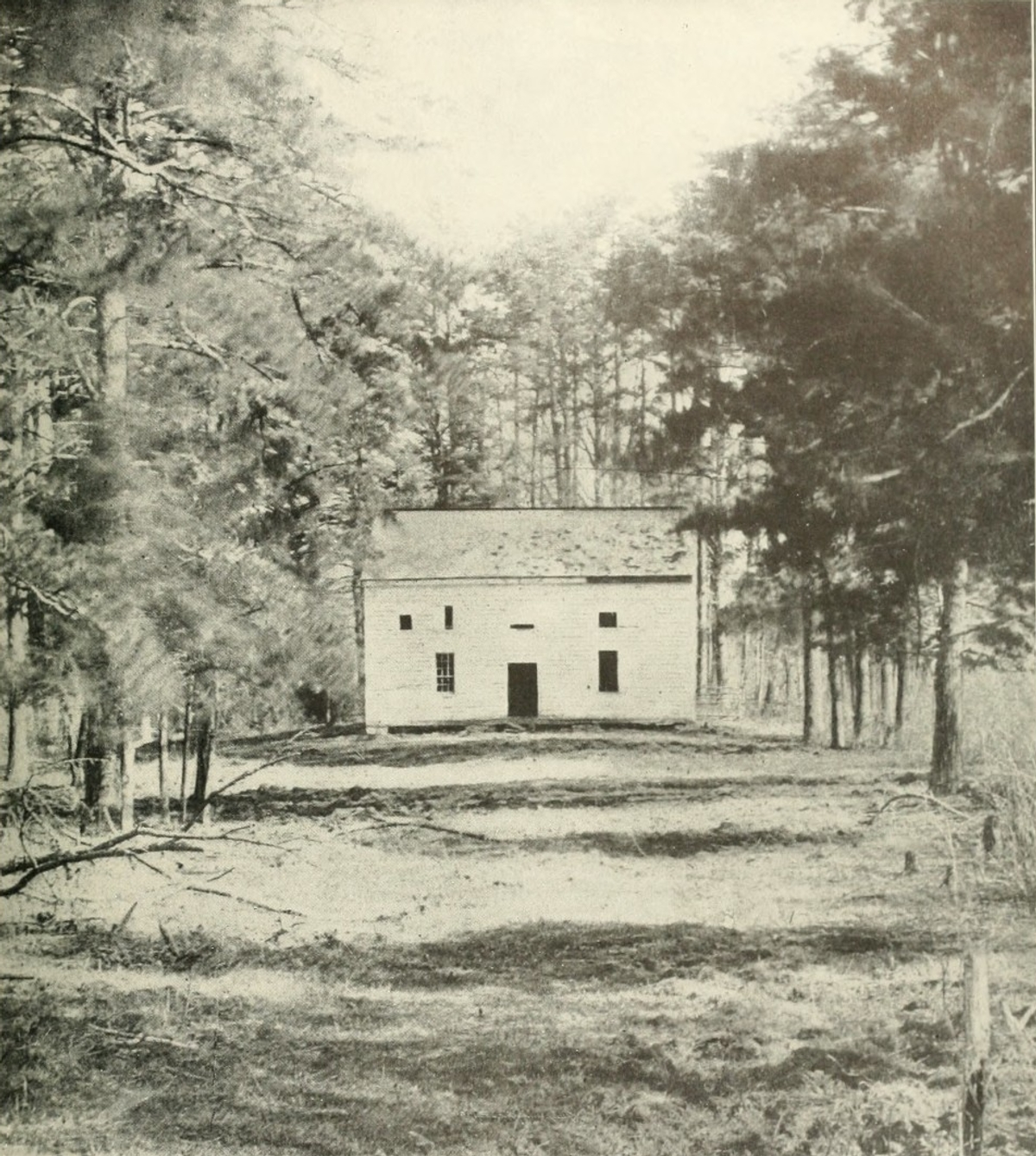
Wilderness Church bij Chancellorsville was het centrum van de Noordelijke linie van de Noordelijke generaal Schurz tijdens de verrassingaanval van Jackson op zijn linkerflank.

Terwijl generaal Jackson in de voormiddag van de 1ste mei op weg was om aansluiting te vinden met Anderson, gaf Hooker het bevel om in oostelijke richting aan te vallen met Anderson als belangrijkste tegenstander. De eerste schoten werden gelost tussen de divisie van generaal-majoor Lafayette McLaws en de meest rechtse Noordelijke divisie van generaal-majoor George G. Meades V Corps onder leiding van generaal-majoor George Sykes. Sykes ordelijke terugtocht werd gedekt door de divisie van generaal-majoor Winfiels S. Hancock.
Ondanks de goede uitgangspositie van Hooker, liet hij de aanval afgelasten. Hij vertoonde een verrassend gebrek aan zelfvertrouwen in het dirigeren van een volledig leger in de strijd. Hij was nochtans een agressieve en capabele divisie- en korpscommandant. Hooker besliste nu om een defensieve strijd te leveren. In de eerste Slag bij Fredericksburg op 13 december 1862 hadden de Noordelijken aanvallen en zware verliezen geïncasseerd. Nu Hooker een sterke defensieve positie kon innemen rond Chancellorsville daagde hij Lee uit om zijn veel sterker leger aan te vallen.
Lee nam de uitdaging aan en plande een aanval voor 2 mei. De vorige nacht hadden Lee en luitenant-generaal Thomas J. "Stonewall" Jackson een riskant plan uitgewerkt. Het Zuidelijke leger zou gesplitst worden. Jackson zou het 28.000 man sterke tweede korps naar de Noordelijke rechterflank leidden om via een pas ontdekt planken pad de vijand aan te vallen. Lee nam het bevel van de overige 12.000 soldaten op zich om de 70.000 man sterke Noordelijke legermacht bij Chancellorsville aan te vallen.
Voor alles vlot zou verlopen, werden nog enkele voorbereidingen getroffen. Jackson moest 19 km marcheren om ongezien de Noordelijke rechterflank te bereiken. Ten tweede hoopte Lee dat Hooker in zijn defensieve stellingen zou blijven. Ten derde moest generaal Early Sedgwick in Fredericksburg blokkeren. Ten vierde hoopte Lee dat het Noordelijke leger bij Jacksons aanval volledig verrast zou worden.
Lee had het geluk dat aan alle voorwaarden zouden worden voldaan. De Zuidelijke cavalerie van Stuart kon de opmars van Jackson, die de volledige ochtend en middag in beslag nam, afschermen. De enige keer dat Jacksons korps gezien was, was toen hij een kleine schermutseling moest uitvechten met Noordelijke eenheden ten zuiden van Chancellorsville. Dit werkte echter in het voordeel van de Zuidelijken. Hooker dacht dat dit de voorbereidingen waren van Lees terugtocht. Daarom bleef Hooker waar hij was zonder een uitval te organiseren. Ondertussen had generaal-majoor Daniel Sickles van het Noordelijke III Corps een Zuidelijke colonne in het oog gekregen. Hij viel deze aan en kon slechts enkele gevangenen maken. Deze colonne was het uiteinde van Jacksons korps. De Zuidelijken trokken gewoon verder. Het Noordelijke XI Corps had echter geen flankbescherming meer en was volledig geïsoleerd.
Sedgwick en Hooker konden niet met elkaar communiceren en overleggen omdat de telegraaflijnen niet werkten. Toen Hooker uiteindelijk via een koerier een bevel liet afleveren bij Sedgwick was het al te laat op de dag om nog een iets uit te voeren.
Wat nog het meest tot de Noordelijke nederlaag zou leiden was de problematische vechtkwaliteit van generaal-majoor Oliver O. Howards XI Corps. Howard had 11.000 soldaten onder zijn bevel en nam de uiterste rechterflank van het Noordelijke leger waar. Hij had geen voorbereidingen getroffen tegen een eventuele vijandelijke verrassingsaanval, hoewel Hooker daarop had aangedrongen. De flank had geen natuurlijke verankeringspunten in het landschap. Enkel twee kanonnen waren in vijandelijke richting gericht. Het XI Corps had een slecht moraal. Het korps was oorspronkelijk aangevoerd door brigadegeneraal Franz Sigel, een politieke figuur die tegen de slavernij was. Hoewel zijn gevechtskwaliteiten gemiddeld waren, was hij enorm populair bij zijn Duitstalige landgenoten. Tijdens de lente van 1862 werd Sigels korps naar de Shenandoahvallei gedetacheerd. Daar werd hij in de Slag bij Cross Keys verslagen door Stonewall Jackson. Na de Schiereilandveldtocht werd Sigels korps toegevoegd aan John Popes Army of Virginia. Ook in de Tweede Slag bij Bull Run kreeg Sigel een pak slaag. Het korps nam niet deel aan de slagen bij Antietam en Fredericksburg. Toen Hooker het bevel kreeg, verving hij Sigel door Howard. Van de 23 regimenten hadden er acht nog nooit gevochten. De andere vijftien hadden nog nooit een slag gewonnen. Daarom had Hooker dit korps op zijn rechterflank opgesteld omdat hij dacht dat ze niet rechtstreeks in de komende slag betrokken zouden geraken.

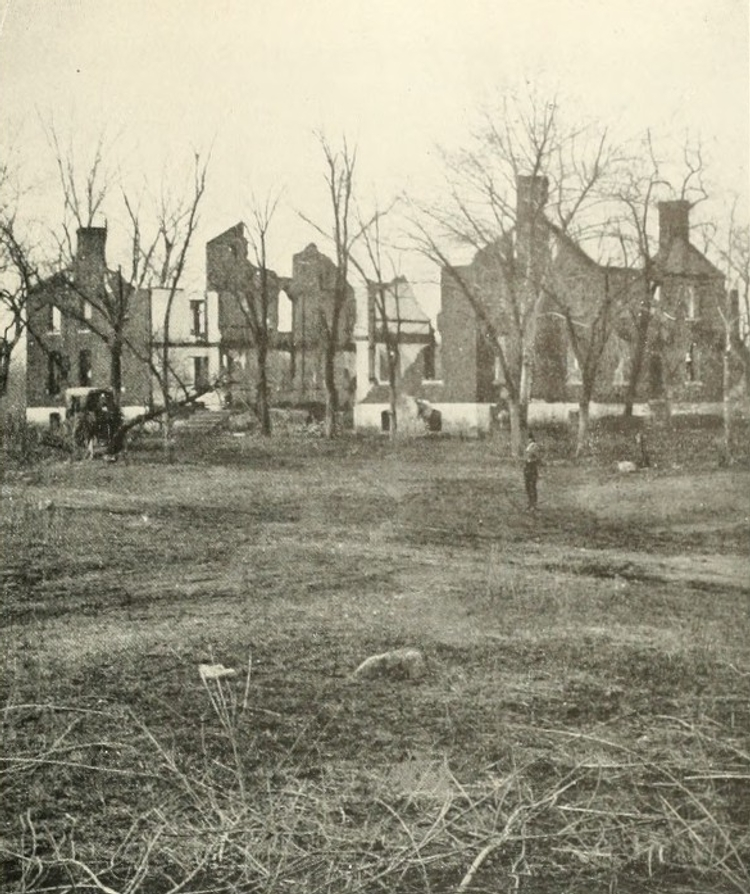
Chancellor House was het hoofdkwartier van generaal Joseph Hooker tijdens de slag.

Rond 17.30u vielen de 26.000 soldaten onder Jackson vanuit de bossen de totaal verraste soldaten van het XI Corps aan. De meeste soldaten van het XI Corps hadden hun wapens opgeborgen en genoten van hun avondeten. 4.000 Noordelijken werden gevangengenomen zonder één schot te lossen. De meeste anderen sloegen op de vlucht. Eén divisie probeerde stand te houden, maar kon de vijandelijke druk niet weerstaan. Tegen het vallen van de avond had het Zuidelijke korps onder Jackson de uiterste rechterflank vernietigd. Alleen het Noordelijke korps onder Sickles stond tussen Jackson en Lee in.
Hooker trok Sickles' korps terug naar Chancellorsville in de loop van de nacht. Zo werd het Zuidelijke leger herenigd. Ze hadden ook de controle gekregen over de hoogtes rond het dorp die bekendstonden als de Hazel Grove. Dit was een ideale locatie om de Noordelijken met artillerie te bestoken. Die nacht verkenden Jackson en zijn staf de onmiddellijke omgeving langs de Orange Plank Road om te achterhalen of een nachtelijke aanval bij maanlicht uitvoerbaar was. Toen ze terug naar hun linies reden werden ze aanzien voor Noordelijke cavalerie en beschoten door de wachtposten van zijn eigen korps. De verwondingen zelf waren niet dodelijk. Hij verloor wel een arm. Jackson liep echter een longontsteking op en stierf op 10 mei. Zijn dood was een groot verlies voor de Zuidelijken. Sommige historici stellen dat de Zuidelijke nederlaag bij Gettysburg een rechtstreeks gevolg van zijn dood is.

### 3 mei

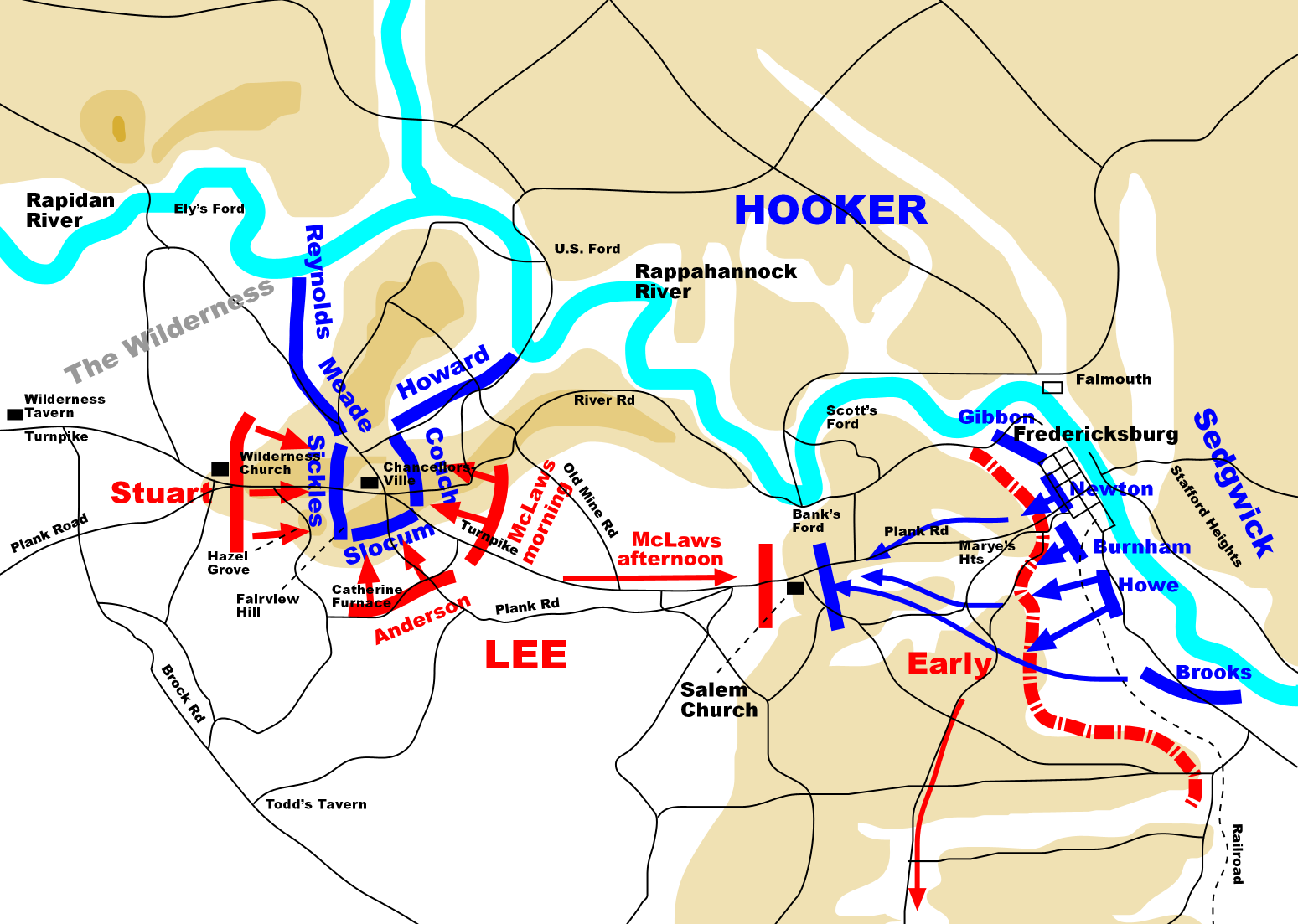
De slag bij Chancellorsville op 3 mei

Op 3 mei nam generaal-majoor A.P. Hill het bevel van het tweede korps op zich na het verlies van Jackson. Kort daarna raakte Hill zelf gewond en werd in overleg met brigadegeneraal Robert E. Rodes vervangen door generaal-majoor J.E.B. Stuart. Stuart opende een grootscheepse aanval langs de volledige linie. Hij stelde artillerie op bij Hazel Grove om de Noordelijke troepen te beschieten. De drie divisies van het Zuidelijke tweede korps vielen aan in golven voorafgegaan door de Stonewall divisie. Deze werd gevolgd door de divisies van Rodes en A.P. Hill. Ze vielen het Noordelijke I en II Corps aan die in loopgraven rond Chancellorsville lagen. Na zware gevechten trokken de Noordelijken zich terug. Tegen de middag was Chancellorsville veroverd en trok Hooker zijn leger terug naar een defensieve positie rond United States Ford.
Toch was de strijd nog niet gestreden. Toen de gevechten in en rond Chancellorsville woedden, spoorde Hooker Sedgwick aan om de achterhoede van Lee aan te vallen. Sedgwick treuzelde te lang. Het was pas in de late namiddag dat hij Early's stellingen aanviel en kon doorbreken. Deze doorbraak kwam echter te laat om Hooker nog te kunnen helpen. De opmars werd verder vertraagd door één brigade van Cadmus M. Wilcox op de Orange Plank Road ten westen van Fredericksburg. Zuidelijke versterkingen onder leiding van generaal-majoor Lafayette McLaws kwamen Wilcox in de late namiddag te hulp. De Noordelijke opmars werd gestopt.
Tijdens de gevechten raakte Hooker gewond toen een kanonskogel een houten pilaar verbrijzelde die op Hooker terechtkwam. Hij was bewusteloos geslagen voor meer dan een uur. Nadat hij opnieuw tot bewustzijn was gekomen, weigerde hij het bevel over te dragen aan zijn opvolger generaal-majoor Daniel Butterfield. Dit zou gevolgen hebben tijdens de slag. Tijdens de gevechten op 3 mei vielen aan beide zijden ongeveer 18.000 slachtoffers.

### 4 tot 6 mei

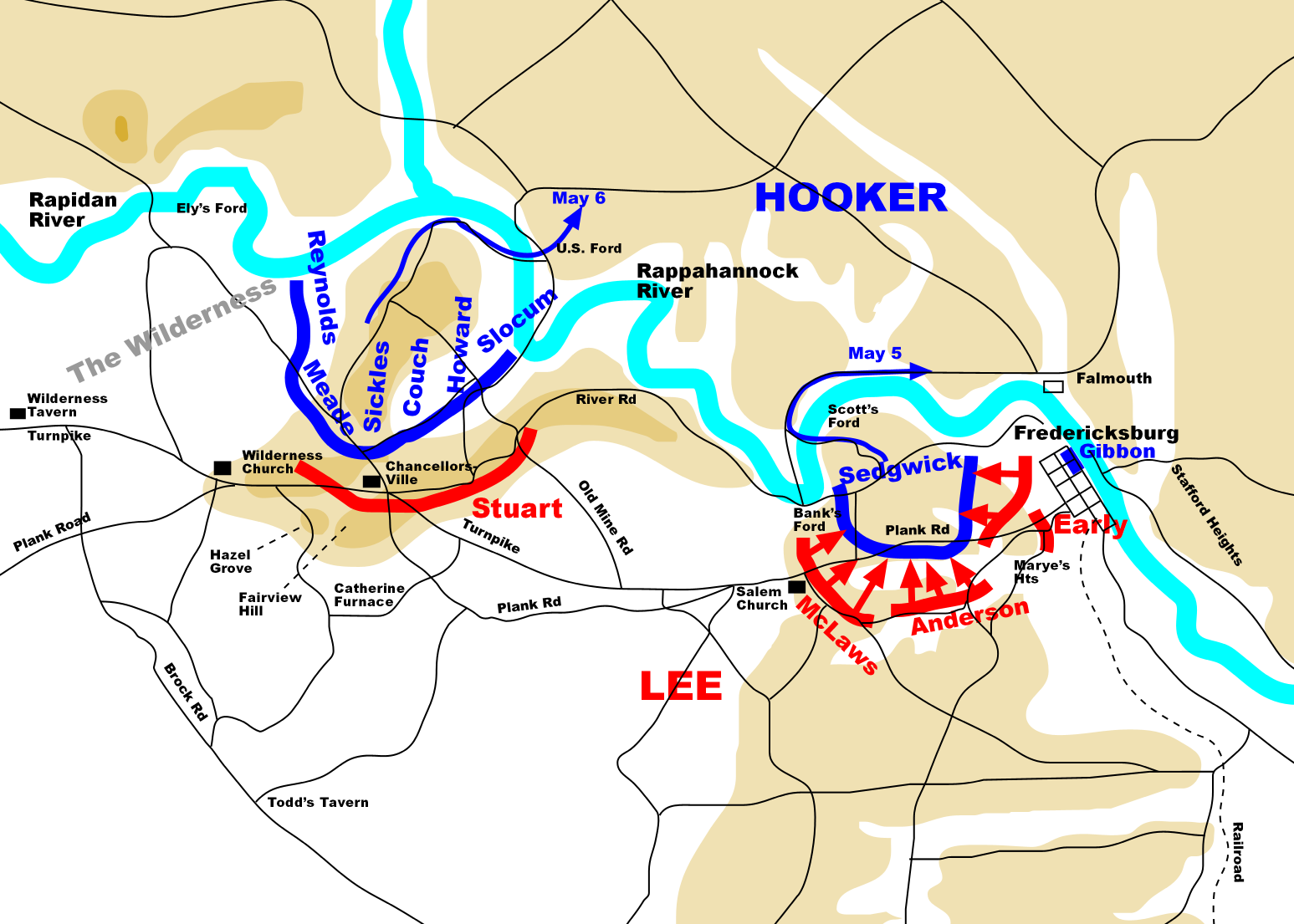
Slag bij Chancellorsville op 4 mei

Tijdens de avond en nacht van de 3de mei en de volledige dag op 4 mei bleef Hooker in zijn defensieve stellingen terwijl Lee en Early het opnamen tegen Sedgwick. Nadat Sedgwick door Early's linies was gebroken, had hij Fredericksburg niet beveiligd. Early nam opnieuw zijn posities in en herbezette de heuvels ten westen van de stad. Sedgwick was opnieuw afgesneden van de rest van Hookers leger. Ondertussen stuurde Lee de divisie van generaal-majoor Richard H. Anderson van Chancellorsville naar McLaws. Sedgwick weerstond de Zuidelijke aanval. Pas bij het ochtendgloren van 5 mei trok hij zich terug naar Bank’s Ford. In de nacht van 5 op 6 mei trok ook Hooker zich terug over de rivier.

## Gevolgen
Na een week door centraal en zuidelijk Virginia getrokken te hebben, keerde Stoneman terug naar de Noordelijke linies ten oosten van Richmond op 7 mei. Lee had ondanks zijn kleiner leger een grote overwinning behaald. Hij verloor wel 25 % van zijn effectief of ongeveer 13.000 van de 52.000 soldaten. Dit waren soldaten die moeilijk te vervangen waren. Daarnaast had hij een van zijn beste generaals verloren, namelijk Stonewall Jackson.

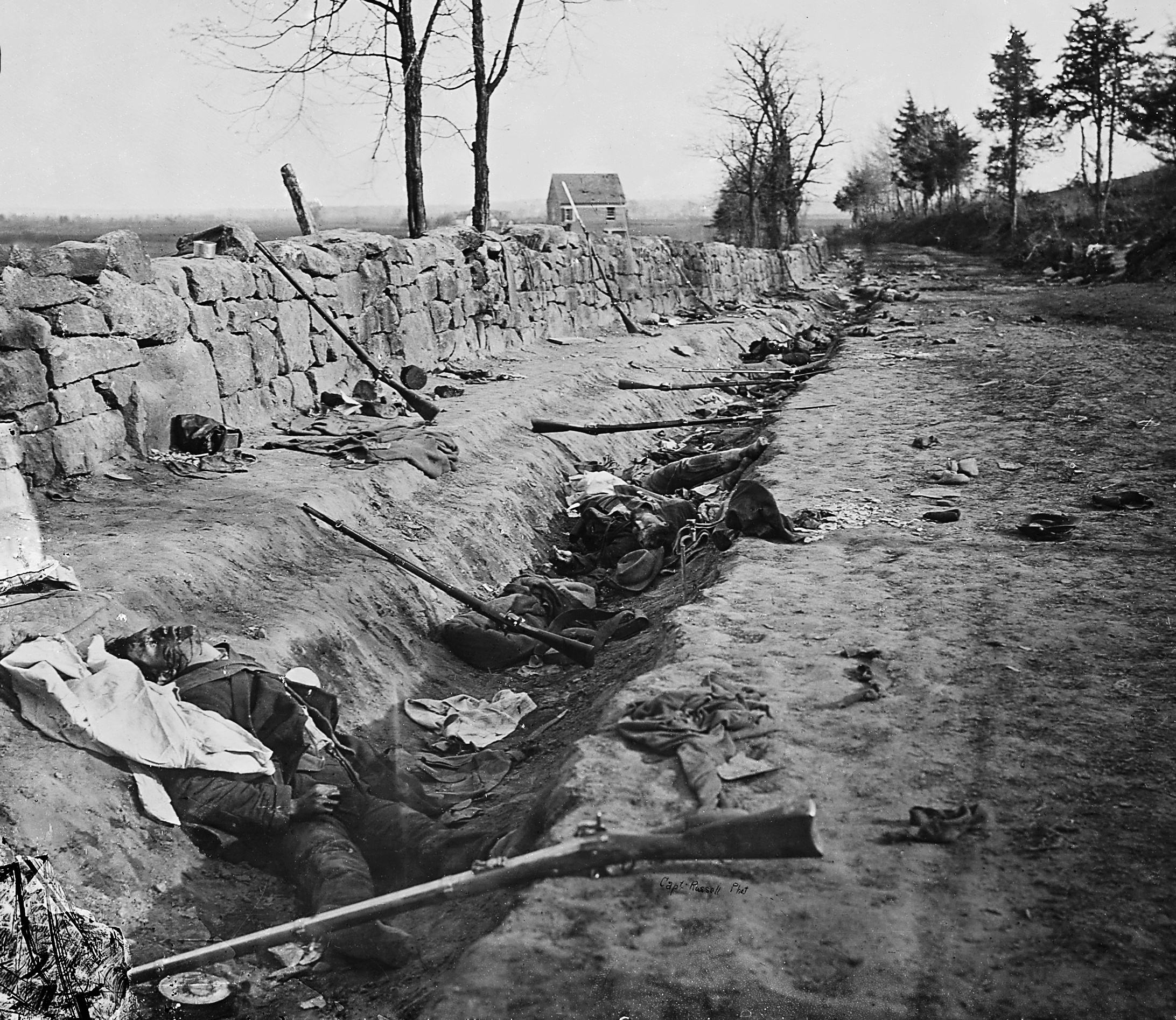
Zuidelijke gesneuvelden bij Marye’s Heights, Fredericksburg. Foto van A.J. Russell.

Hooker verloor de slag door een slechte communicatie, wankele bevelstructuur en enkele fouten. De eerste fout was in het defensief gaan op 1 mei en het prijsgeven van Hazel Grove op 2 mei.
Van de 90.000 soldaten die deelnamen aan de gevechten vielen er 17.000 slachtoffers en 4.000 soldaten van het XI Corps werden gevangengenomen. Het I en V Corps werden niet ingezet. Het Noorden was geschokt door de nederlaag. Stoneman werd vervangen. Hooker werd ontslagen op 28 juni, enkele dagen voor de Slag bij Gettysburg.
Eerste Slag bij Bull Run · Tweede Slag bij Bull Run · Slag bij Antietam · Slag bij Fredericksburg · Slag bij Chancellorsville · Slag bij Gettysburg · Slag in de Wildernis · Slag bij Spotsylvania Court House · Slag bij Cold Harbor · Beleg van Petersburg